# Biblioteka Warszawska
«Biblioteka Warszawska. Pismo poświęcone naukom, sztukom i przemysłowi» (рус. Библиотека Варшавская) — ежемесячный литературно-научный журнал Российской империи, выходивший в 1841—1914 годах на польском языке в Варшаве (столица Царства Польского). 
До 1876 года — единственное польское общенаучное периодическое издание. Журнал позиционировал себя как либеральное издание посвящённое наукам, искусству и промыслам (промышленности). Пользовался большой популярностью у читающей публики. Многие годы вокруг литературно-научного журнала группировались интеллектуалы Польши. 
В числе основателей журнала был Михаил Игнатович Балинский, историк. Среди издателей — писатель, журналист, публицист, этнограф Зенон Петкевич (1891—1897).
После приобретения Польшей независимости издание не выходило.

## Сотрудники

### Главные редакторы
- Антони Шабраньский (1841—1842),
- Казимир Владислав Войцицкий (1843—1844 и 1850—1879),
- Густав Зелинский (1848—184?),
- Юзеф Плебанский (1880—1890),
- Владислав Богуславский (1890),
- Юзеф Вейсенгоф (1891—1896),
- Адам Красинский (1901—1909).

### Авторы
С журналом «Biblioteka Warszawska» сотрудничали многие видные деятели польской науки культуры. Среди них: Феликс Бентковский, Александр Брюкнер,  Влодзимеж Вольский, Винцент Косякевич, Тадеуш Корзон, Адольф Павинский (соредактор), Станислав Пржистанский, Генрих Струве, Иосиф Шпадерский, Пётр Хмеловский, Эдмунд Хоецкий, Загорский, Аполинарий и другие.